# Molophilus macrocerus
Molophilus macrocerus là một loài ruồi trong họ Limoniidae. Chúng phân bố ở miền Australasia.